# Ungheria ai Giochi della XIV Olimpiade
L'Ungheria partecipò ai Giochi della XIV Olimpiade, svoltisi a Londra, dal 20 luglio al 14 agosto 1948,
con una delegazione di 128 atleti, di cui 21 donne, impegnati in 15 discipline,
aggiudicandosi 10 medaglie d'oro, 5 medaglie d'argento e 12 medaglie di bronzo.

## Medagliere

### Per discipline
| Sport              | Oro | Argento | Bronzo | Totale |
| ------------------ | --- | ------- | ------ | ------ |
| Scherma            | 3   | 0       | 2      | 5      |
| Atletica leggera   | 2   | 0       | 1      | 3      |
| Pugilato           | 2   | 0       | 0      | 2      |
| Ginnastica         | 1   | 2       | 3      | 6      |
| Lotta libera       | 1   | 0       | 0      | 1      |
| Tiro               | 1   | 0       | 0      | 1      |
| Nuoto              | 0   | 1       | 3      | 4      |
| Lotta greco-romana | 0   | 1       | 2      | 3      |
| Pallanuoto         | 0   | 1       | 0      | 1      |
| Canottaggio        | 0   | 0       | 1      | 1      |
| Totale             | 10  | 5       | 12     | 27     |

### Medaglie
| Medaglia | Atleta | Sport              | Evento                                      |
| -------- | --- | ------------------ | ------------------------------------------- |
| Oro      | Imre Németh | Atletica leggera   | Lancio del martello                         |
| Oro      | Olga Gyarmati | Atletica leggera   | Salto in lungo femminile                    |
| Oro      | Ferenc Pataki | Ginnastica         | Corpo libero maschile                       |
| Oro      | Gyula Bóbis | Lotta libera       | Pesi massimi                                |
| Oro      | Tibor Csík | Pugilato           | Pesi gallo                                  |
| Oro      | László Papp | Pugilato           | Pesi medi                                   |
| Oro      | Aladár Gerevich | Scherma            | Sciabola individuale maschile               |
| Oro      | Aladár Gerevich Tibor Berczelly Rudolf Kárpáti Pál Kovács László Rajcsányi Bertalan Papp                                                               | Scherma            | Sciabola a squadre maschile                 |
| Oro      | Ilona Elek | Scherma            | Fioretto individuale femminile              |
| Oro      | Károly Takács | Tiro               | Pistola 25 metri                            |
| Argento  | János Mogyorósi-Klencs | Ginnastica         | Corpo libero maschile                       |
| Argento  | Edit Weckinger-Perényi Mária Kövi-Zalai Irén Karcsis-Daruházi Erzsébet Gulyás-Köteles Erzsébet Balázs Olga Tass-Lemhényi Anna Fehér Margit Nagy-Sándor | Ginnastica         | Concorso a squadre femminile                |
| Argento  | Miklós Szilvásy | Lotta greco-romana | Pesi welter                                 |
| Argento  | Elemér Szathmáry György Mitró Imre Nyéki Géza Kádas | Nuoto              | Staffetta 4x200 metri stile libero maschile |
| Argento  | Ungheria | Pallanuoto         | Torneo maschile                             |
| Bronzo   | József Várszegi | Atletica leggera   | Lancio del giavellotto maschile             |
| Bronzo   | Antal Szendey [[Béla Zsitnik Sr.]] Tim: Róbert Zimonyi                                                                                                 | Canottaggio        | Due con maschile                            |
| Bronzo   | Lajos Tóth Lajos Sántha László Baranyai Ferenc Pataki János Mogyorósi-Klencs Ferenc Várkői József Fekete Győző Mogyorossy                              | Ginnastica         | Concorso a squadre maschile                 |
| Bronzo   | Ferenc Pataki | Ginnastica         | Volteggio maschile                          |
| Bronzo   | János Mogyorósi-Klencs | Ginnastica         | Volteggio maschile                          |
| Bronzo   | Ferenc Tóth | Lotta greco-romana | Pesi piuma                                  |
| Bronzo   | Károly Ferencz | Lotta greco-romana | Pesi leggeri                                |
| Bronzo   | Géza Kádas | Nuoto              | 100 metri stile libero maschili             |
| Bronzo   | György Mitró | Nuoto              | 1500 metri stile libero maschili            |
| Bronzo   | Éva Novák | Nuoto              | 200 metri rana femminili                    |
| Bronzo   | Lajos Maszlay | Scherma            | Fioretto individuale maschile               |
| Bronzo   | Pál Kovács | Scherma            | Sciabola individuale maschile               |

## Risultati

### Pallacanestro
| Atleta | Classifica |
| --- | ---------- |
| V · D · M Nazionale ungherese - Pallacanestro ai Giochi della XIV Olimpiade Bánkuti · Benedek · Halász · Kardos · Kozma · Lovrics · Mezőfi · Nagy · Novakovszky · A. Timár-Geng · I. Timár-Geng · Vadászi · Verbényi · Zsíros · All. János Gyimesi | 16°        |
| Nazionale ungherese - Pallacanestro ai Giochi della XIV Olimpiade |            |
| Bánkuti · Benedek · Halász · Kardos · Kozma · Lovrics · Mezőfi · Nagy · Novakovszky · A. Timár-Geng · I. Timár-Geng · Vadászi · Verbényi · Zsíros · All. János Gyimesi                                                                             |            |

### Pallanuoto
| Atleta | Classifica |                     |
| --- | --- | ------------------- |
| V · D · M Nazionale maschile ungherese di pallanuoto · Giochi olimpici - Londra 1948 Brandi · Pók · Csuvik · Fábián · Gyarmati · Győrfi · Holop · Jeney · Lemhényi · Szittya · Szívós · CT : János Németh | Argento |                     |
| Nazionale maschile ungherese di pallanuoto · Giochi olimpici - Londra 1948 | |                     |
| Brandi · Pók · Csuvik · Fábián · Gyarmati · Győrfi · Holop · Jeney · Lemhényi · Szittya · Szívós · CT: János Németh                                                                                       | Brandi · Pók · Csuvik · Fábián · Gyarmati · Győrfi · Holop · Jeney · Lemhényi · Szittya · Szívós · CT: János Németh | Ungheria (bandiera) |